# Dolmen de Ker-Han
Le dolmen de Ker-Han est un dolmen reconstruit, appartenant initialement au groupe des dolmens de Roh-Vras situés à Saint-Philibert dans le Morbihan, pour servir de tombe dans le cimetière des Longs Réages de Meudon, dans le département des Hauts-de-Seine.

## Histoire
Issu d'une famille de carriers férue d'archéologie, Jean-Baptiste Piketty achète en 1896 l'un des trois dolmens situés au lieu-dit Ker-Han dans la commune de Saint-Philibert, pour en faire une tombe familiale. Malgré l'opposition de l'archéologue et préhistorien Zacharie Le Rouzic, l'édifice est démantelé et transporté par chemin de fer jusqu'au cimetière des Longs Réages à Meudon où il est remonté.
Durant le démontage, Zacharie Le Rouzic prend un certain nombre de clichés photographiques du monument mais le « dolmen » reconstitué est une reconstruction non conforme à l'identique. Dans la description donnée par Félix Gaillard, le dolmen (dit dolmen sud) est un dolmen à couloir comportant sept orthostates et deux tables de couverture (une au-dessus de la chambre et une sur le couloir) alors que le dolmen actuellement visible, sans couloir, est constitué de neuf orthostates et deux tables. Par ailleurs, on sait qu'au moins une dalle réutilisée provient d'un autre dolmen du même site. La dalle qui ferme le fond du dolmen porte une plaque mentionnant l'origine du dolmen et est gravée à l'intérieur des noms des défunts inhumés sous le dolmen. Il est mentionné que cette dalle est rapportée et ne fait pas partie du dolmen historique. 
Deux dalles comportent des gravures (une hache emmanchée et un grand rectangle aux angles arrondis).

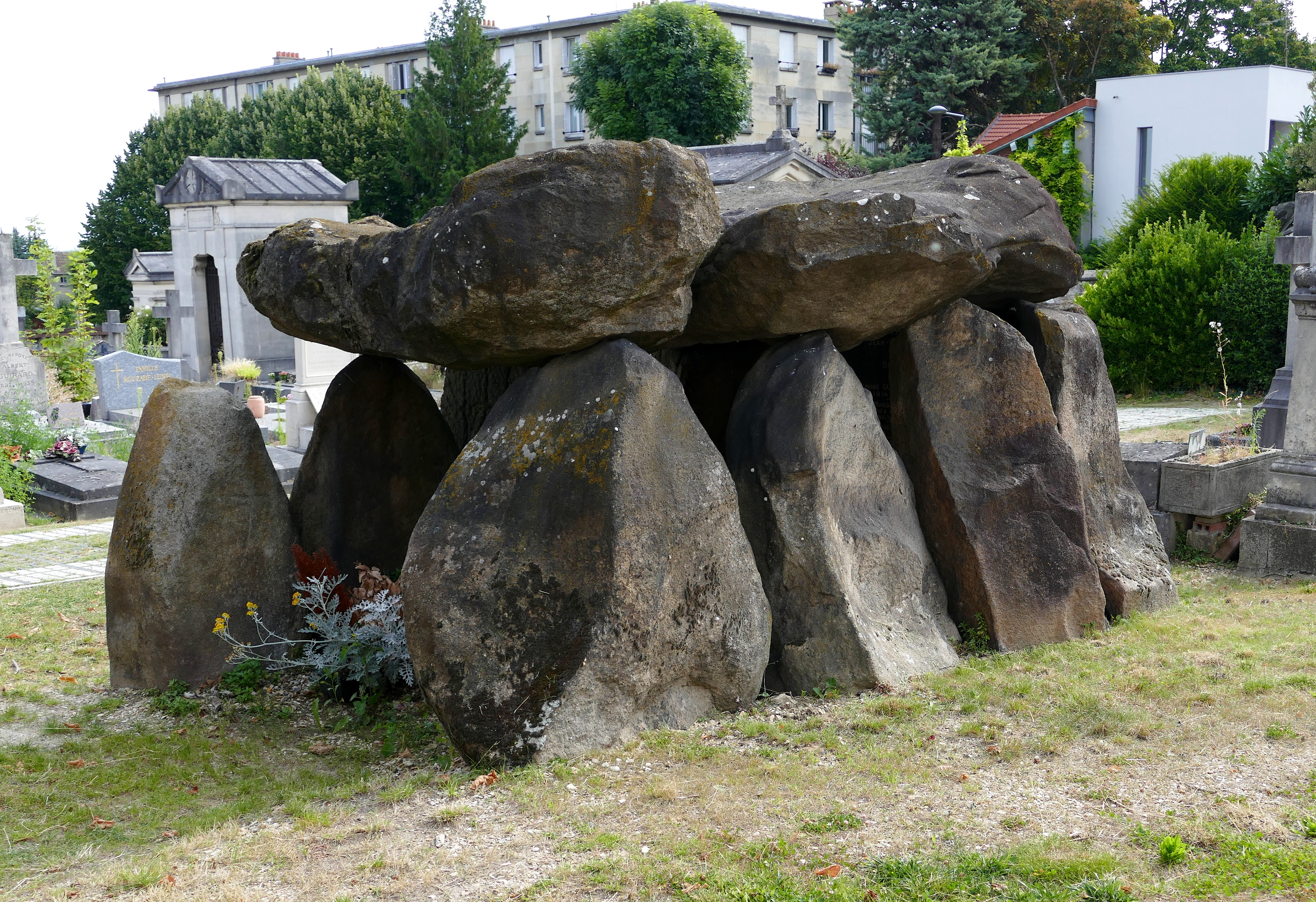
Côté droit du dolmen.
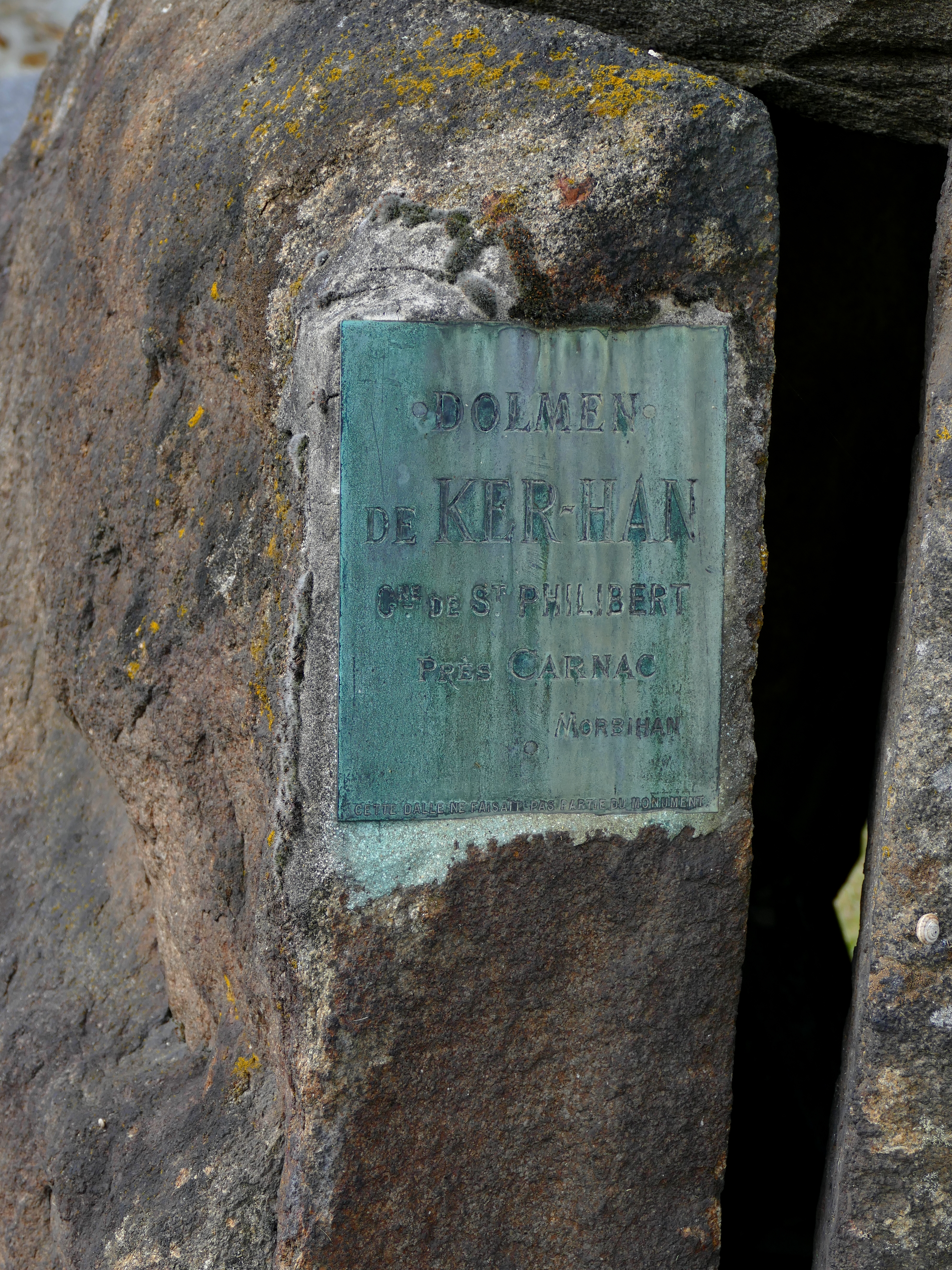
Plaque sur la dalle rapportée.
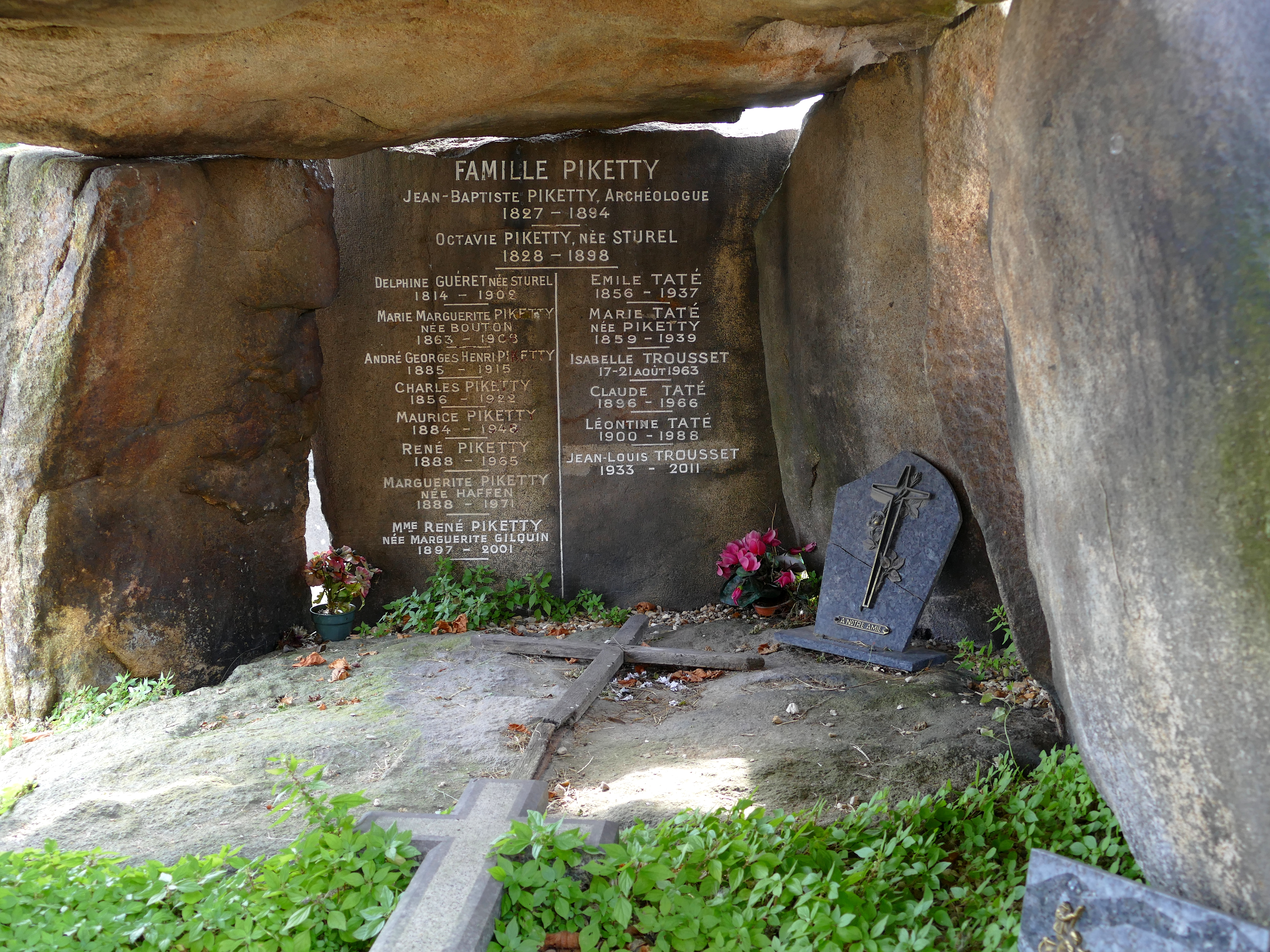
Intérieur du dolmen.